# Lewis David von Schweinitz

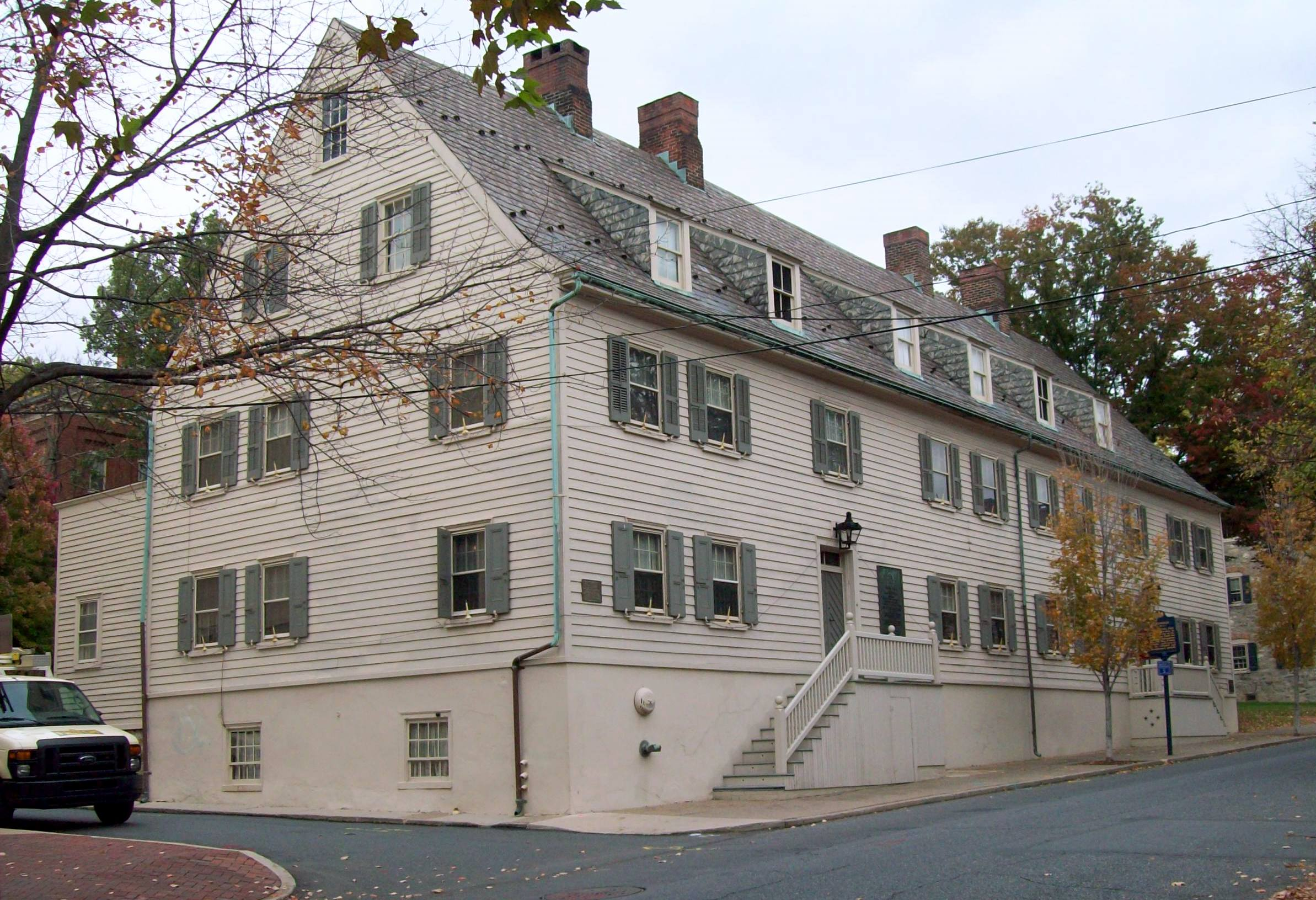
Lewis David de Schweinitz Residence, byggt 1733 och i vilket Schweinitz föddes, är den äldsta kvarvarande byggnaden i Bethlehem och är idag ett National Historic Landmark.

Lewis (eller Ludwig) David von/de Schweinitz, född 13 februari 1780 i Bethlehem, Pennsylvania, död 8 februari 1834 på samma plats, var en tysk-amerikansk botanist och mykolog, ofta kallad "den amerikanska mykologins fader".
Auktorsnamnet Schwein. kan användas för Lewis David von Schweinitz i samband med ett vetenskapligt namn inom botaniken; se Wikipediaartiklar som länkar till auktorsnamnet.

## Biografi
von Schweinitz var barnbarnsbarn till grundaren av herrnhutismen och den moraviska kyrkan (Unitas Fratrum), Nikolaus Ludwig von Zinzendorf (efter vilken han fick namnet Lewis/Ludwig), och placerades 1787 i den moraviska skolan i Nazareth (Northampton County, Pennsylvania) och studerade där i elva år. 
År 1798 flyttade familjen (båda föräldrarna hade utvandrat till USA på 1770-talet) till Niesky i Sachsen (som grundats 1742 av moraviska flyktingar undan religionsförföljelse), där Lewis började studera vid det moraviska teologiska seminariet. Här lärde han känna Johannes Baptista von Albertini som var hans lärare och intresserad av naturhistoria och 1801, samma år som Schweinitz utexaminerades, började de gemensamt arbeta på en svampflora, Conspectus Fungorum, vilken utgavs 1805. 1807 förflyttades han till Gnadenberg där han tjänstgjorde som predikant och lärare och året därpå blev han diakon i Gnadau.
År 1812 förordnades han till en tjänst som administrator för de kyrkliga egendomarna i North Carolina och återvände till USA, men innan han reste gifte han sig med Louisa Amelia le Doux (med Albertini som vigselförrättare). På grund av kontinentalsystemet gick resan bland annat via Kiel (som då var danskt och där Lewis förlänades ett hedersdoktorat i sin frånvaro och i efterhand 1817) och Göteborg. Hela resan, som innefattade att skeppet jagades av engelsmän och drabbades av mastbrott tog 103 dagar från Sachsen till Bethlehem, och två månader senare kom de till Salem, North Carolina (en stad som grundats av den moraviska kyrkan 1753).
År 1817 lämnade familjen Salem för en andra europaresa, eftersom Schwienitz utsetts som delegat vid den moraviska kyrkans synod i Herrnhut, dit de kom mars 1818. Den 1 september detta år ordinerades han till presbyter av Albertini, som nu var biskop. Under sin tid i Salem hade han samlat ett stort antal svampar och växter, och en förteckning över svamparna som han 1818 gav till Christian Friedrich Schwägrichen, professor i Leipzig, resulterade senare (1822) i att den publicerades utan Schweinitz' vetskap som Synopsis Fungorum Carolinae Superioris, varigenom den blev den första betydande publikationen om amerikanska svampar. De var tillbaka i Salem den 31 januari 1819.
1821 publicerades Schweinitz' första egna verk, 27 sidor om levermossor som upptog alla då kända amerikanska arter, och året därpå kom en monografi om amerikanska violer. 1821 utsågs han till "senior pastor" i Bethlehem och föreståndare för kyrkans egendomar i norr, varför han (motvilligt) flyttade dit. Utnämningen innebar mycket arbete och mycket resor, ända bort till Indiana och till Washington D.C., men han lyckades ändå fortsätta sitt botaniska arbete och publicerade ytterligare några arbeten (bland dem en bestämningsnyckel till det stora och besvärliga halvgrässläktet Carex). Under 1825 företog Schweinitz ytterligare en resa till Herrnhut, där han den 18 augusti utsågs till Senior Civilis, vilket ytterligare ökade hans kyrkliga arbetsbörda.
Schweinitz hade redan under sin tid i Salem börjat korrespondera med framstående botaniker och mykologer i USA och utlandet, exempelvis John Torrey i New York och Elias Fries i Lund (som sände Schweinitz andra delen av Systema Fungorum, den första hade han genom Torrey). Från 1920 hade Schweinitz föreslagit för Torrey och andra att de tillsammans skulle åstadkomma en amerikansk kryptogamflora som ett komplement tii Frederick Traugott Purshs fanerogamflora (Flora Americæ septentrionalis , 1814), men detta initiativ krympte ihop så att han själv började arbeta på en amerikansk svampflora. 1830 blev han allvarligt sjuk i dysenteri (som han ådragit sig tidigt under sin vistelse i Salem), vilket gjorde att han under ett år inte kunde utöva sina kyrkliga åligganden - däremot kunde han färdigställa sin Synopsis Fungorum in America Boreali Media Degentium som innefattar 3098 arter svampar och som lämnades till American Philosophical Society i april 1831 (tryckt 1832). En månad senare gjorde han på inrådan av läkare en lång resa, som sträckte sig västerut till Indiana, där han grundade en kyrka. Han anger att resan var nyttig för hälsan och han trodde att han skulle tillfriskna, men han dog 1834, förmodligen av tuberkulos.

## Verk
Publicerade under Ludwig D. de Schweinitz, Lewis D. de Schweinitz eller Ludovici Davidis de Schweinitz
- Conspectus Fungorum in Lusatiae Superioris Agro Niskiensi Crescentium e Methodo Persooniana, med Johannes Baptista von Albertini (1805)
  - Fungorum Nieskiensium Icones (planscher till Conspectus Fungorum...) del I, del II, del III, del IV, del V
- Specimen Floræ Americæ Septentrionalis Cryptogamicæ: sistens: muscos hepaticos huc usque in Am. Sept. observatos (1821)
- Attempt of a monography of the Linnean Genus Viola, comprising all the species hitherto observed in North America (1822)
- Synopsis Fungorum Carolinae Superioris (1822)
- A Catalogue of Plants, collected in the Northwestern Territory, by Mr. Thomas Say, in the year 1823 (1824)
- Analytical table to facilitate the determination of the hitherto observed North American species of the genus Carex (1824)
- Description of a number of new American species of Sphaeriae (1825)
- Synopsis Fungorum in America Boreali Media Degentium (1832)